# Mateus Fernandes (calciatore)
Mateus Gonçalo Espanha Fernandes (Olhão, 10 luglio 2004) è un calciatore portoghese, centrocampista del Southampton.

## Caratteristiche tecniche
È un centrocampista centrale.

## Carriera

### Club
Cresciuto nelle giovanili dell'Olhanense, nel 2016 viene prelevato dallo Sporting Lisbona. Il 14 ottobre 2022 firma il suo primo contratto da professionista, con una clausola di 60 milioni di euro. Esordisce con la prima squadra il 22 ottobre seguente in occasione della vittoria per 3-1 ottenuta in campionato contro il Casa Pia.
Il 29 agosto 2023 l'Estoril Praia annuncia l'arrivo del giocatore in prestito dallo Sporting. Debutta con la nuova squadra il 3 settembre successivo, subentrando nella sconfitta casalinga per 1-2 contro il Boavista.

### Nazionale
Dal 2021 ha collezionato 20 presenze totali e una rete con le nazionali giovanili portoghesi Under-18, Under-19 e Under-20.

## Statistiche

### Presenze e reti nei club
Statistiche aggiornate al 18 maggio 2024.
| Stagione                  | Squadra                   | Campionato                | Campionato | Campionato | Coppe nazionali | Coppe nazionali | Coppe nazionali | Coppe continentali | Coppe continentali | Coppe continentali | Altre coppe | Altre coppe | Altre coppe | Totale | Totale | Totale |
| Stagione                  | Squadra                   | Comp                      | Pres       | Reti       | Comp            | Pres            | Reti            | Comp               | Pres               | Reti               | Comp        | Pres        | Reti        | Pres   | Reti   |        |
| ------------------------- | ------------------------- | ------------------------- | ---------- | ---------- | --------------- | --------------- | --------------- | ------------------ | ------------------ | ------------------ | ----------- | ----------- | ----------- | ------ | ------ | ------ |
| 2021-2022                 | Sporting Lisbona B        | L3                        | 18         | 1          | -               | -               | -               | UYL                | 8                  | 2                  | -           | -           | -           | 26     | 3      |        |
| 2022-2023                 | Sporting Lisbona B        | L3                        | 18         | 1          | -               | -               | -               | UYL                | 6                  | 3                  | -           | -           | -           | 22     | 4      |        |
| Totale Sporting Lisbona B | Totale Sporting Lisbona B | Totale Sporting Lisbona B | 36         | 2          |                 | -               | -               |                    | 14                 | 5                  |             | 0           | 0           | 50     | 7      |        |
| 2022-2023                 | Sporting Lisbona          | PL                        | 3          | 0          | CP+CdL          | 0+2             | 0+1             | UCL+UEL            | 1+1                | 0                  | -           | -           | -           | 7      | 1      |        |
| ago. 2023                 | Sporting Lisbona          | PL                        | 1          | 0          | CP+CdL          | -               | -               | UEL                | -                  | -                  | -           | -           | -           | 1      | 0      |        |
| Totale Sporting Lisbona   | Totale Sporting Lisbona   | Totale Sporting Lisbona   | 4          | 0          |                 | 2               | 1               |                    | 2                  | 0                  |             | 0           | 0           | 8      | 1      |        |
| set. 2023-2024            | Estoril Praia             | PL                        | 28         | 1          | CP+CdL          | 3+4             | 0               | -                  | -                  | -                  | -           | -           | -           | 35     | 1      |        |
| Totale carriera           | Totale carriera           | Totale carriera           | 68         | 3          |                 | 9               | 1               |                    | 16                 | 5                  |             | 0           | 0           | 93     | 9      |        |